# Lophiohippus yunnanensis
Il lofioippo (Lophiohippus yunnanensis) è un mammifero perissodattilo estinto, appartenente ai paleoteriidi. Visse nell'Eocene medio (circa 45 - 38 milioni di anni fa) e i suoi resti fossili sono stati ritrovati in Cina.

## Descrizione
Questo animale doveva essere vagamente simile a un cefalofo attuale, sia come aspetto che come dimensioni. Il corpo era probabilmente di costituzione leggera, e il muso era piuttosto sottile e allungato, mentre la volta cranica era rigonfia. Lophiohippus era simile al più arcaico Pachynolophus soprattutto per quanto riguarda alcune caratteristiche dentarie, tra cui l'assenza di mesostili, i metalofi fortemente obliqui, i molari notevolmente lofodonti, i parastili che si sovrapponevano ai metastili dei denti precedenti e situati in posizione mesiale rispetto al paracono, e il terzo molare superiore più lungo che ampio, con un metastilo grande e ricurvo buccalmente. Lophiohippus, tuttavia, si distingueva da Pachynolophus e da altri generi più derivati come Anchilophus per le dimensioni del terzo molare superiore, molto più grande del primo molare, e per il fatto che i parastili erano situati mesialmente o addirittura lingualmente rispetto ai paraconi, e non mesiobuccalmente come avveniva in Anchilophus.

## Classificazione
I primi fossili di questo animale furono ritrovati nella provincia di Yunnan (Cina), in terreni dell'Eocene medio, e vennero descritti inizialmente come una nuova specie del genere Lophialetes (L. yunnanensis) nel 1982 da Huang e Qi. Solo nel 2017 una ridescrizione di questi fossili portò al riconoscimento di questi fossili come membri degli ippomorfi e non dei ceratomorfi, e ovviamente all'istituzione del nuovo genere Lophiohippus. In particolare, Lophiohippus risultò essere un membro dei paleoteriidi, un gruppo di perissodattili affini ai cavalli ma dalle forme generalmente più adatte alla vita nelle foreste e dotati di differenti specializzazioni dentarie. Lophiohippus è considerato un membro del clade Anchilophini, paleoteriidi che conservavano alcune caratteristiche arcaiche e che per questo motivo sono posti nella sottofamiglia Pachynolophinae, comprendente i paleoteriidi più primitivi.